# Liste der Baudenkmäler in Schwindegg

Innenraum von St. Georg in Wörth

Auf dieser Seite sind die Baudenkmäler in der oberbayerischen Gemeinde Schwindegg zusammengestellt. Diese Tabelle ist eine Teilliste der Liste der Baudenkmäler in Bayern. Grundlage ist die Bayerische Denkmalliste, die auf Basis des Bayerischen Denkmalschutzgesetzes vom 1. Oktober 1973 erstmals erstellt wurde und seither durch das Bayerische Landesamt für Denkmalpflege geführt wird. Die folgenden Angaben ersetzen nicht die rechtsverbindliche Auskunft der Denkmalschutzbehörde.

## Baudenkmäler nach Ortsteilen

### Schwindegg
| Lage                    | Objekt                                        | Beschreibung | Akten-Nr.     | Bild                                          |
| ----------------------- | --------------------------------------------- | --- | ------------- | --------------------------------------------- |
| Am Schloß 1 (Standort)  | Schloss Schwindegg                            | Bedeutende Renaissance-Anlage; Wasserschloss, geschlossener zweigeschossiger Vierflügelbau mit zwiebelbekrönten polygonalen Ecktürmen, am Nord- und Ostflügel zweigeschossigen Hofarkaden und Torturm, erbaut 1594–1620, auf mittelalterlicher Grundlage; ehemalige Schlosskapelle, flachgedeckter Rechteckraum im Nordflügel, um 1730 barockisiert, 1981 profaniert; Schlossbrücke, 1833; Vorschloss, ehemaliger Wirtschaftshof mit zwei hakenförmigen Stalltrakten, der westliche bezeichnet mit dem Jahr 1752; ehemaliges Hofmarksrichterhaus, zweigeschossiger Halbwalmdachbau mit Putzgliederung, 16./17. Jahrhundert; Torhaus, zweigeschossiger Walmdachbau und östlich vorgelegter viergeschossiger Torturm mit Glockendach und Durchfahrt, um 1600; Parkanlage, 19. Jahrhundert – Gesamtkomplex 1980 zu Eigentumswohnanlage umgebaut. | D-1-83-144-1  | weitere Bilder                                |
| Am Schloß 4 (Standort)  | Wohnhaus                                      | Zweigeschossiger Steilsatteldachbau mit Putzgliederung, bezeichnet mit dem Jahr 1781. | D-1-83-144-21 | BW                                            |
| Am Schloß 6 (Standort)  | Wohnhaus                                      | Zweigeschossiger Putzbau mit Steilsatteldach, 18. Jahrhundert; in baulicher Verbindung mit Mühldorfer Straße 24. | D-1-83-144-22 | BW                                            |
| Am Schloß 8 (Standort)  | Ehemaliges Schlossgasthaus                    | Zweigeschossiger Flachsatteldachbau mit Schweifgiebel und zwei südseitigen Renaissance-Portalen, frühes 17. Jahrhundert (Dachwerk 1604 dendrochronologisch datiert). | D-1-83-144-2  | weitere Bilder                                |
| Am Schloß 15 (Standort) | Ehemaliges Wirtschaftsgebäude, jetzt Wohnhaus | Zweigeschossiger Flachsatteldachbau mit Putzgliederung und Renaissance-Portal, 17. Jahrhundert. | D-1-83-144-23 | Ehemaliges Wirtschaftsgebäude, jetzt Wohnhaus |

### Walkersaich
| Lage                      | Objekt                                                 | Beschreibung | Akten-Nr.     | Bild           |
| ------------------------- | ------------------------------------------------------ | --- | ------------- | -------------- |
| Walkersaich 48 (Standort) | Einfirsthof                                            | Zweigeschossiges Mittertennhaus mit Flachsatteldach und Bundwerk am Wirtschaftsteil, erstes Drittel 19. Jahrhundert. | D-1-83-144-17 | Einfirsthof    |
| Walkersaich 53 (Standort) | St. Maria, St. Andreas und St. Sigismund               | Katholische Expositurkirche, barockisierter gotischer Wandpfeilersaal mit Westturm, südlichem und nördlichem Kapellenanbau, Ende 15. Jahrhundert, Um- und Erweiterungsbauten 1690, 1750 und 1836, Westturm im oberen Teil 18. Jahrhundert; mit Ausstattung. | D-1-83-144-15 | weitere Bilder |
| Walkersaich 62 (Standort) | Ehemaliges Schloss, jetzt Bauernhof und Gasthof Mooser | Zweigeschossiger einfacher Walmdachbau, 1602; Nebengebäude, fragmentarisch erhaltener zweigeschossiger Walmdachbau mit Hofarkadenwand, gleichzeitig, anschließende Teile abgetragen.                                                                        | D-1-83-144-18 | weitere Bilder |

### Weitere Ortsteile
| Lage                      | Objekt                                | Beschreibung | Akten-Nr.     | Bild                                  |
| ------------------------- | ------------------------------------- | --- | ------------- | ------------------------------------- |
| Angering 3 (Standort)     | Wohnstallhaus                         | Nordflügel des Dreiseithofes, zweigeschossiger Flachsatteldachbau mit neugotischer Haustür, 2. Hälfte 18. Jh., Veränderungen und Dachwerk 19. Jh.; Stallstadel, Westflügel, Sichtziegelbau mit Blendbögen und Flachsatteldach, um 1900; Backhaus, Sichtziegelbau mit Satteldach, 19. Jh. | D-1-83-144-24 | BW                                    |
| Endsberg 1 (Standort)     | Bauernhaus                            | Wohnteil des Bauernhauses eines Dreiseithofes, zweigeschossiger Flachsatteldachbau mit Blockbaukniestock, verschaltem Giebel und Ecklaube, zweite Hälfte 18. Jahrhundert. | D-1-83-144-6  | Bauernhaus                            |
| Loinbruck 1 (Standort)    | Katholische Filialkirche St. Martin   | kleiner Saalbau mit netzgewölbtem Chor und Westturm, im Kern romanisch, im 15. und 17. Jahrhundert verändert, seit 1971 mit Flachdecke; mit Ausstattung. | D-1-83-144-7  | weitere Bilder                        |
| Marketsmühle 1 (Standort) | Hofkapelle                            | Kleiner Satteldachbau mit Putzgliederung, bezeichnet mit dem Jahr 1848; mit Ausstattung. | D-1-83-144-9  | Hofkapelle                            |
| Marketsmühle 2 (Standort) | Wohnteil der Alten Mühle              | Zweigeschossiger Flachsatteldachbau mit teilweise verputztem Blockbau-Obergeschoss und Traufschrot, 18. Jahrhundert. | D-1-83-144-8  | Wohnteil der Alten Mühle              |
| Reibersdorf 10 (Standort) | St. Nikolaus                          | Katholische Filialkirche, kleiner spätromanischer Saalbau mit eingezogenem netzgewölbtem Chor und Westturm, wohl 13. Jahrhundert, im 14. und 15. Jahrhundert verändert, Westturm um 1850; mit Ausstattung.                                                                               | D-1-83-144-10 | weitere Bilder                        |
| Reibersdorf 17 (Standort) | Wohnstallhaus                         | Erdgeschossiger Flachsatteldachbau mit Kniestock und Bundwerk am Wirtschaftsteil, bezeichnet mit dem Jahr 1839, mit modernem Giebelbalkon. | D-1-83-144-20 | Wohnstallhaus                         |
| Rimbach 8 (Standort)      | Remise eines ehemaligen Dreiseithofes | Zweigeschossiger Schopfwalmbau mit erdgeschossigen Arkaden und Putzgliederung, um 1840/50. | D-1-83-144-11 | Remise eines ehemaligen Dreiseithofes |
| Rottenbuch 10 (Standort)  | St. Johann Baptist                    | Katholische Filialkirche, romanischer turmartiger Saalbau mit Dachreiter, 13. Jahrhundert, im 15. Jahrhundert gewölbt, Dachreiter Ende 17. Jahrhundert; mit Ausstattung. | D-1-83-144-12 | weitere Bilder                        |
| Wörth 27 (Standort)       | St. Georg                             | Katholische Filialkirche, barockisierter Saalbau mit Polygonalchor und Westturm, spätgotischer Umbau des romanischen Vorgängers im frühen 16. Jahrhundert, Barockisierung 1768, Regotisierung 1878, Neubarockisierung 1912; mit Ausstattung.                                             | D-1-83-144-19 | weitere Bilder                        |

## Ehemalige Baudenkmäler
In diesem Abschnitt sind Objekte aufgeführt, die früher einmal in der Denkmalliste eingetragen waren, jetzt aber nicht mehr. Objekte, die in anderem Zusammenhang – also z. B. als Teil eines Baudenkmals – weiter eingetragen sind, sollen hier nicht aufgeführt werden. Aktennummern in diesem Abschnitt sind ehemalige, jetzt nicht mehr gültige Aktennummern.

| Lage                                       | Objekt                                        | Beschreibung                                                                                             | Akten-Nr.    | Bild |
| ------------------------------------------ | --------------------------------------------- | --- | ------------ | ---- |
| Schwindegg Mühldorfer Straße 24 (Standort) | Ehemaliges Wirtschaftsgebäude, jetzt Wohnhaus | Zweigeschossiger Putzbau mit Steilsatteldach, 18. Jahrhundert; in baulicher Verbindung mit Am Schloss 6. | D-1-83-144-5 | BW   |